# Vuurspuwen

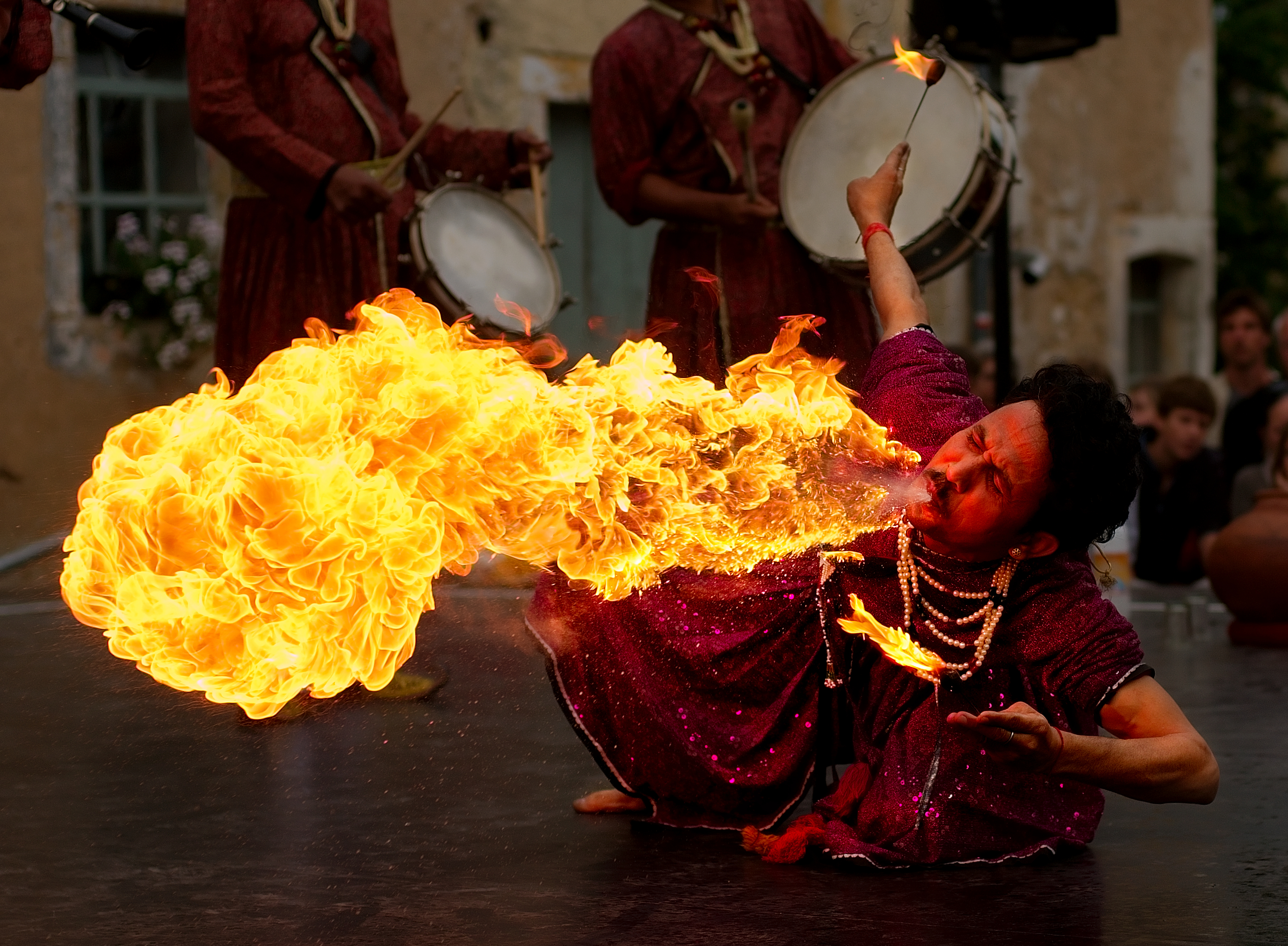
Een vuurspuwer tijdens een voorstelling in het Belgische dorp Chassepierre

Vuurspuwen (ook vuurvreten) is een optreden waarbij een artiest met de mond brandstof (meestal paraffineolie) sproeit, die met een fakkel of andere vuurbron tot ontsteking wordt gebracht. Het effect is een spectaculaire steekvlam. Vuurspuwen wordt vaak gebracht in combinatie met jongleren.
Alhoewel vuurspuwen niet moeilijk is, is het zeker gevaarlijk: de gebruikte brandstoffen kunnen giftig en kankerverwekkend zijn. Lampenolie, een veelgebruikte brandstof, is nogal giftig. Als alternatief hiervoor kan Romeinse olie gebruikt worden. Dit is lampenolie waaruit een aantal giftige stoffen zijn gefilterd. Romeinse olie is bij inslikken echter nog steeds gevaarlijk en bij inhaleren zeer gevaarlijk.
Daarnaast is ook de vlam een bron van gevaar. Vuurspuwen wordt dan ook vaak slechts als afsluiting van een voorstelling gedaan en indien mogelijk als de schemer al is gevallen, of in een grote al dan niet donkere ruimte binnen (zoals in een theaterzaal of sportarena).
Om de vlam van de fakkel te doven, wordt deze vaak in de mond gebracht. Dit onderdeel wordt wel vuurvreten genoemd.
Het vuurspuwen wordt vaak toegeschreven aan magische wezens, zoals draken.

## Records
- Op 14 maart 2007 vestigde de Tilburgse studentenvereniging T.S.V. D'Artagnan een wereldrecord simultaan vuurspuwen, met 115 deelnemers.
- Op 23 april 2009 vestigden 280 Maastrichtse studenten het nieuwe record.[1]